# پوست (مجموعه تلویزیونی آمریکایی)
پوست (انگلیسی: Skin) یک مجموعهٔ تلویزیونی درام آمریکایی است که در سال ۲۰۰۳ از فاکس پخش شد. این نمایش برداشتی مدرن از داستان رومئو و ژولیت است. در این نمایش بازیگرانی نظیر ران سیلور، کوین اندرسون، پاملا گیدلی، ریچل تیکوتین، اولیویا وایلد، دی. جی. کوترانا، دی دبلیو موفت، لورا لیتون، جینجر لین ایفای نقش کرده‌اند.